# Национален археологически музей (Тирана)
Национален археологически музей (на албански: Muzeu Arkeologjik Kombëtar) е национален археологически музей, разположен в град Тирана, Албания. Открит е на 1 ноември 1948 г. Това е първият музей, основан след Втората световна война в страната. Намира се на изток от площад „Майка Тереза“, близо до Тиранския университет.
Този музей е открит през 1948 г. и днес представя изследвания на археологически открития на територията на Албания. Той е свързан с института по археология на Албанската академия на науките. В музея се намират експонати от праисторически и класически времена до средновековието и модерния период. Изложени са повече от 2000 предмета и тези предмети варират от древни бижута, до римски статуи, до огромни глинени саксии, покрити с черупчести мекотели, които са открити по време на многото археологически екскурзии, в които музеят участва. Той е отговорен и за провеждането на много археологически експедиции в страната и е институция майка на няколко други музея в страната, включително и на Археологическия музей в Драч.
Музеят включва и библиотека от около 7200 тома.
Експонираните от музея 2000 предмета принадлежат към следните епохи – каменната епоха (100 000 пр.н.е. – 2000 пр.н.е.), бронзовата и желязната епоха (2000 пр.н.е. – 800 пр.н.е.), началото на илирийската цивилизация (от около 1000 пр.н.е.), илирийската античност (1000 пр.н.е. – 100 пр.н.е.), римската и византийската цивилизация в Албания (100 пр.н.е. – 600 г.), и Албания през средновековието и османското владичество в Албания от 600 г. до независимостта ѝ през 1912 г.

## Галерия
- Глава на Хера (2 век)
- Бюст на Каракала
- Бюст на Марк Аврелий
- Глава на Адриан
- Бог на плодородието
 (3 век)
- Артемис Хеката 
 (3 век)